# Аса Ґріґґс Кендлер
Аса Ґріґґс Кендлер (англ. Asa Griggs Candler; 1851–1929) — бізнесмен, який зробив велику частину свого багатства на «Coca-Cola». Крім цього, він ще був мером Атланти, штат Джорджія, з 1916 до 1919 року.

## Біографія
Кендлер народився 30 грудня 1851 в Римі, штат Джорджія. Життя Кандлера — це історія «з грязі в князі». Не можна сказати, що він народився в бідній сім'ї, насправді його родина не бідувала, але громадянська війна зробила свою справу, сім'я збідніла. Кендлер відмовився йти в школу, незважаючи що його брати і сестри мали освіту. Він вирішив йти заробляти гроші в аптеку помічником. Отримавши досвід і заробивши гроші, він відкриває свою справу — аптеку, а також виготовлення патентованих ліків. 
У 1888 році стався випадок, який змінив усе Кендлерове життя: йому пощастило зустрітися з Джоном Пембертоном, який шукав спонсорів для випуску ліків із газованою водою, які передбачалося використовувати як засіб від головного болю. Кендлер купив «The Coca-Cola Company» і формулу напою і наступні десять років намагався перетворити напій на загальнонаціональну ідею. Шлях був тернистий. Аса Кендлер зіткнувся з багатьма судовими справами в зв'язку з використанням кофеїну і кокаїну в напої, поки кокаїн не був видалений з формули соку. Кендлер боровся за «Coca-Cola» з обвинуваченнями і послідовниками багато років, поки не розподілив свої акції між своїми п'ятьма дітьми.
Аса Гріггс Кендлер помер 12 березня 1929 року і похований в Атланті. Компанія «The Coca-Cola Company» є нагадуванням про ті зусилля, які Кендлер доклав, щоб зробити її продукцію всесвітньо відомим напоєм.